# دان غوتفريد
دان غوتفريد (بالعبرية: דני גוטפריד‏) هو محامي وعازف بيانو إسرائيلي، ولد في 1939.